# Anomalies de fermeture de la paroi antérieure
 Mise en garde médicale
Les anomalies de fermeture de la paroi antérieure comprennent l'ensemble des troubles de la fermeture de la paroi antérieure de l'abdomen et du thorax au cours de l'embryogenèse.

## Laparoschisis
Le laparoschisis est une fermeture incomplète de la paroi abdominale.

## Omphalocèle
L'omphalocèle est une absence de fermeture de la paroi abdominale.

## Pentalogie de Cantrell
La Pentalogie de Cantrell est un syndrome d'affections au niveau du diaphragme, de la paroi abdominale (fente du sternum), du cœur (péricarde et défaut septal du ventricule gauche).

## Sources
- Fetology  (ISBN 0-83852-570-9)